# Myotis ikonnokovi
Myotis ikonnokovi es una especie de murciélago de la familia Vespertilionidae, también conocida como murciélagos vespertiliónidos. Se distingue por su tamaño pequeño y su hábitat en regiones frías. Fue descrito por primera vez por el zoólogo ruso Sergei Ognev en 1912.

## Descripción física
Un adulto de *Myotis ikonnokovi* tiene una longitud corporal que varía entre 4,2 y 5,1 cm, mientras que la longitud de su cola oscila entre 3,1 y 4,0 cm. Las alas tienen una envergadura de entre 3,3 y 3,6 cm. Este murciélago tiene un pelaje denso y suave, generalmente de color marrón oscuro en la parte superior, mientras que la parte inferior tiende a ser más clara. Sus orejas son relativamente largas y puntiagudas, lo que le ayuda en la ecolocalización para cazar insectos, su principal fuente de alimento.

## Distribución geográfica y hábitat
- Myotis ikonnokovi* se distribuye por varias regiones del noreste de Asia, principalmente en el este de Siberia, en la región del Ussuri, Sajalín, y las islas vecinas. También se encuentra en partes del norte de Japón y la península de Corea. Prefiere hábitats boscosos fríos y húmedos, como los bosques de coníferas, y se refugia en cuevas, grietas y a veces en edificios abandonados.

El clima de estas áreas es típicamente severo, con inviernos largos y fríos, por lo que *M. ikonnokovi* ha desarrollado adaptaciones especiales para sobrevivir, como la hibernación durante los meses de invierno en refugios protegidos.

## Comportamiento y ecología
Este murciélago es insectívoro y caza principalmente durante la noche usando la ecolocalización. Se alimenta de una variedad de insectos, como polillas y mosquitos, que captura en vuelo. Como muchos murciélagos, desempeña un papel crucial en el control de plagas de insectos.
Durante los meses de hibernación, suele formar colonias en cuevas o estructuras subterráneas, donde puede mantenerse protegido de las duras condiciones invernales. Su comportamiento social se caracteriza por la formación de colonias pequeñas, aunque también se pueden observar individuos solitarios.

## Conservación
La especie está clasificada como de "Preocupación Menor" (LC) en la Lista Roja de la UICN, lo que significa que actualmente no está en peligro de extinción. Sin embargo, la destrucción de su hábitat natural, particularmente debido a la deforestación y la expansión urbana, puede representar una amenaza a largo plazo para las poblaciones de *M. ikonnokovi*. A pesar de esto, la especie se considera relativamente estable en las áreas donde habita.

## Taxonomía y clasificación
- Myotis ikonnokovi* pertenece al género Myotis, que incluye a más de 100 especies de murciélagos repartidas por todo el mundo. Este género es uno de los más diversos dentro del orden Chiroptera, y sus miembros se caracterizan por su capacidad para ecolocalizar y su dieta predominantemente insectívora.

La especie fue descrita por primera vez en 1912 por Sergei Ognev, un renombrado zoólogo ruso especializado en mamíferos de Eurasia. La clasificación de *M. ikonnokovi* se ha mantenido relativamente estable, aunque estudios recientes de genética han comenzado a arrojar nueva luz sobre las relaciones evolutivas entre las distintas especies del género *Myotis*.